# Komet Garradd 1
Komet Garradd 1 ali 186P/Garradd je periodični komet z obhodno dobo okoli 10,6 let.
.
 Komet pripada Jupitrovi družini kometov . 

## Odkritje
Komet je odkril 25. januarja 2007 Gordon J. Garradd v okviru programa Siding Spring Survey. Komet so pozneje našli še na posnetkih iz leta 1976. V letu 1986 ga niso opazili. Pri naslednjem prihodu v prisončje v letu 1997 so ga ponovno opazili. 

## Lastnosti
Komet je zelo podoben kometu 111P/Helin-Roman-Crockett, ki ima veliko razdaljo odsončja in skoraj krožno tirnico ter kaže občasne izbruhe .